# Arular
Arular är debutalbumet av den lankesisk-brittiska artisten M.I.A., utgivet i USA den 22 mars 2005 och en månad senare i Storbritannien med en något annorlunda låtlista. Före albumet hade två singlar och ett blandband släppts under 2004.
Alla låtarna på albumet är helt eller delvis skriva av M.I.A. och hon skapade de grundläggande kompspåren med trummaskinen Roland MC-505 som hon hade fått av sin vän Justine Frischmann. Albumet gjordes i samarbete med bland andra Switch, Diplo, Richard X och Ant Whiting. Titeln Arular är det politiska kodnamn hennes far, Arul Pragasam, använde som medlem i tamilska militanta grupper, och teman som konflikter och revolution förekommer i låttexterna och skivkonvolutet. Musikaliskt sett innehåller albumet stilar som spänner från hiphop och electroclash till funk carioca och punkrock.

## Låtlista
1. Banana Skit
2. Pullup The People
3. Bucky Done Gun
4. Sunshowers
5. Fire, Fire
6. Dash The Curry
7. Amazon
8. Bingo
9. Hombre
10. 10$
11. One For The Head
12. U.R.A.Q.T.
13. Galang

Finns endast som CD i Sverige. Download genom M.I.A. hemsida.

## Medverkande
Medverkande är hämtade ur albumkonvolutet till Arular.
| - Maya Arulpragasam – sång, grafisk design - A. Brucker (Switch under en pseudonym) – produktion ("Pull Up the People"), slutlig mix och produktion ("Bucky Done Gun", "U.R.A.Q.T.") - Paul Byrne – produktion "Pull Up the People", slutlig mix och produktion ("Bucky Done Gun", "U.R.A.Q.T.") - Cavemen – ljudmix, produktion ("Sunshowers", "Galang") - Diplo – produktion ("Bucky Done Gun", "M.I.A."), medproduktion "U.R.A.Q.T." - Pete Hofmann – ljudtekniker, ljudmix ("Amazon", "10 Dollar") | - KW Griff – ljudmix, produktion "U.R.A.Q.T." - Steve Loveridge – grafisk design - Richard X – produktion ("Amazon", "10 Dollar") - Nesreen Shah – sång i refrängen ("Sunshowers") - Anthony Whiting – ljudmix, produktion ("Fire Fire", "Bingo") - Dwain 'Willy' Wilson III (Richard X under en pseudonym) – production ("Hombre") - Wizard – ytterligare produktion, ljudmix, programmering ("Bucky Done Gun") |